# Servando Cano Rodriguez
Pour les articles homonymes, voir Cano et Rodriguez.
Servando Cano Rodríguez, né le 13 septembre 1942 à China, et mort le 8 février 2021 à Monterrey,, est un agent artistique, producteur, auteur-compositeur mexicain dont l'activité a été principalement consacrée à la Musique régionale mexicaine. Il a lancé les carrières de Cornelio Reyna (es) et de Ramón Ayala en tant qu'agent de leur groupe Los Relámpagos del Norte. Mais il a aussi lancé ou contribué à développer celles de : Los Tigres del Norte, La Mafia, Intocable, Pesado et de nombreux autres.

## Origine et premières années
Servando Cano Rodríguez est né à General Bravo, mais sa naissance a été enregistrée à China. Il est le fils d'Olivia Rodríguez de León et de José Santos Cano Sáenz. Leandro Cano, son grand-père paternel était né à Cerralvo (es), et Agustina Sáenz, l'épouse de celui-ci, était née à Los Herreras (es). Sa grand-mère maternelle María de los Santos de León, était originaire de Arteaga (es) et Benito Rodríguez, son époux de General Bravo. 
En 1953, il obtient une bourse d'études et vient résider chez son oncle Alberto Cano Sáenz à Reynosa jusqu'à ce que ses parents s'y installent à leur tour en 1955. Olivia Rodríguez de León exerce le métier de professeur avant de monter une garderie à Reynosa. José Santos Cano Sáenz travaille dans la police, mais meurt jeune à l'âge de 45 ans. La famille réside dans le quartier Jorge Castañeda.
Il a pour frère Rodrigo Ángel Cano Rodríguez, dit Chito Cano, que Servando Cano, dans la biographie que Katia Schkolnik lui a consacrée, décrit comme quelqu'un dont le caractère est difficile, et auquel son père José Cano ne pouvait pas donner de conseils. Les accidents, les mésaventures et les démêlés avec les autorités de Chito Cano ont été exagérées par un certain nombre de corridos, notamment « El corrido de Chito Cano » que Ramón Ayala crée et interprète, qui sont entrés dans la légende populaire.
En 1971, Chito Cano est victime d'une attaque à l'arme à feu qui atteint sa colonne vertébrale et le contraint à se déplacer en fauteuil roulant jusqu'à la fin de sa vie.
Le corrido, "El retorno de Chito Cano", interprétété par Los Cadetes de Linares, raconte qu'il a été détenu cinq ans à Eagle Pass au Texas après qu'il a été arrêté alors qu'il convoyait une livraison d'armes destinées à la guerilla de Lucio Cabañas (es).
Chito Cano est surtout connu en tant que promoteur d'artistes et organisateur de spectacles dans la Comarca Lagunera (es) comme dans les États d'Aguascalientes (État), de Zacatecas, Durango, et de Chihuahua.
Chito Cano décède, le 7 octobre 2010, à Monterrey, d'une pneumonie.

## Carrière
En 1957, il obtient un diplôme d'expert-comptable et trouve rapidement un emploi dans une banque à Reynosa dont les employés ont coutume de se réunir au Bar Monterrey dans le cadre de soirées de détente. Il y rencontre Cornelio Reyna Cisneros et Ramón Ayala Garza qui viennent de créer le groupe Los Relámpagos del Norte et qui animent certaines de ces soirées. En 1964,  lorsque Paulino Bernal entreprend de lancer la carrière de Los Relámpagos del Norte, et leur fait enregistrer, auprès du label discographique Bego Records, qu'il a créé avec Victor Gonzales à McAllen, ceux-ci lui demandent s'il veut bien prendre en charge les aspects économiques de leur activité.
Los Relámpagos del Norte viennent d'enregistrer ce qui sera leurs premiers succès, « Santa Amalia » et « Ya no llores », dont Paulino Bernal assure la promotion à la radio et à la télévision, notamment dans le cadre de l'émission « El Baile Grande », qu'il diffuse le lundi, à une heure de grande écoute, depuis McAllen, et qui jouit d'une grande popularité dans la région. Paulino Bernal a encouragé Ramón et Cornelio pour qu'ils enregistrent un LP de 12 chansons. Los Relámpagos del Norte ont rempli les salles, du lundi au dimanche, c'est pourquoi ils étaient présentés comme "The Mexican Beatles". Servando Cano Rodríguez a commencé à gagner 300 par semaine. Ramón et Cornelio gagnent 500 dollars chacun.
L'une des premières décisions que Servando Cano prend, en tant que promoteur de Los Relámpagos del Norte, est de consacrer leurs activités aux villes situées à la frontière entre le Mexique et les États-Unis. Les premiers bals de Cornelio Reyna et de Ramón Ayala, que Cano organise, ont eu lieu à Valle Hermoso, Río Bravo et Camargo où ils ont alterné avec le Star Duo.
En, 1965, il fait la connaissance de Juan and José María Villarreal  qui, encouragés par Mario Montes et Ramiro Cavazos, respectivement accordéoniste et bassiste de Doneños, ont déjà enregistré, sous le nom de « Los Hermanos Villarreal », un disque pour le label Discos Oro. Il les convainc de travailler avec lui, de changer le nom de leur groupe pour devenir « Los Cachorros Hnos. Villarreal », et d'enregistrer leurs œuvres auprès du label Bego Records.
Pendant les années 1960, Los Relámpagos del Norte enregistrent aux États-Unis auprès de Bego Records, et au Mexique, de Discos Norteño, à Monterrey qui appartenait aux groupes Los Huracanes de Terán y Los Coyotes de Río Blanco. En 1970, Cornelio Reyna crée, à McAllen, Discos CR, une maison de disque dans laquelle enregistrent non seulement Los Relámpagos del Norte, mais aussi quelques autres groupes comme Los Tremendos Gavilanes et Los Madrugadores del Valle. Les disques CR sont distribués aux États-Unis par la société TexMex.
En 1971, Servando Cano crée à Reynosa/McAllen la société d'organisation de spectacles Serca Representaciones. En 1977, il décide de s'installer à Monterrey. Son portefeuille d'artistes se compose alors de : Ramón Ayala, Los Cachorros de Julian Villarreal, Los Hermano Terán, Los Humildes et Los Tigres del Norte. Dès l'année suivante, il organise des concerts au Casino Ferrocarrillero et au Casino Aragón. Afin de tenir l'affiche, il doit faire croître son offre qui comprend désormais en plus : Los Rancheritos del Topo Chico, Los Hermanos Barron, Los Garza de Sabinas, EL Palomo y el Gorrión, Carlos y José, Los Traileros del Norte, Lalo Moro y Javier Ríos  qui seront bientôt connus sous le nom Los Invasores de Nuevo León.
En 1988, il s'associe avec Oscar Flores, le créateur de l'agence artistique Representaciones Artisticas Apodaca, pour organiser des concerts et des tournées. L'association commence à tirer des bords en 1991, quand Oscar Flores organise un concert à la Foire Exposition de Guadalupe sans prévenir Servando Cano. Elle explose définitivement le 4 avril 1992, lorsque Oscar Flores organise, à grand renfort de publicité un concert, au parc Fundidora de Monterrey, de Bronco (groupe de musique) et du Mariachi Vargas de Tecalitlán, pour concurrencer celui dans lequel Servando Cano met à l'affiche Los Tigres del Norte, Los Humildes, Los Invasores de Nuevo León et La Mafia. Selon le quotidien El Norte, le score est sans appel : Los Tigres de Norte font 90 000 entrées et Bronco 35 000 seulement. À partir de cette date, les musiciens deviennent victimes de la rivalité entre leurs impressarios qui les contraignent à se produire dans les mêmes villes à la même heure. Le 11 avril 1992, par exemple, l'un organise un évènement à Naucalpan de Juárez, dans lequel il met en vedette Bronco, La Sonora Santanera, Los Yonic's (es) et Los Barón de Apodaca (es), tandis que l'autre produit à Atizapán de Zaragoza, une commune voisine, Los Tigres de Norte, La Mafia, Los Bravos del Norte, Los Invasores de Nuevo León et Internacional Carro Show. L'ambiance qui en résulte contribue à la rupture, en 996, du lien de travail entre Bronco et Oscar Flores .
En 1995 il crée l'éditeur de musique Editora Musical Serca dont le catalogue est destiné à recevoir les œuvres d'un grand nombre de chansons enregistrées des meilleurs compositeurs du Mexique, des États-Unis, d'Amérique centrale et du Sud. Elle recevra plus de 30 prix BMI, dans lesquels elle se distingue deux fois en tant qu'éditeur de l'année. Elle est nommée dans cette même catégorie au Latin Monitor, au Billboard Latin Music Award, avec des chansons primées par des Grammy et des Latin Grammy. Certains morceaux dans son catalogue ont été adaptées dans d'autres langues que l'espagnol.
En 1997, il devient le concessionnaire du Domo Care, la plus grande salle de type palenque du nord du Mexique, au parc des expositions de Guadalupe (Expo Guadalupe). Il y produit, notamment dans le cadre de saisons jumelées avec le Salon de l'Elevage (Feria Comercial Ganadera y Cultural de Guadalupe, des artistes dont la réputation est internationale comme : Juan Gabriel, Rocío Dúrcal, Vicente Fernández, Alejandro Fernández, Ana Gabriel (es), Gloria Trevi ou Alejandra Guzmán.
En 2004, il crée à Monterrey le label Serca Music qui possède, à ses débuts, un modeste catalogue qui comprend seulement quatre artistes : Los Herederos de Nuevo León qui a été formé par les fils de musiciens de Los Invasores De Nuevo León, Siggno, Juan Francisco "Pancho" Vázquez, et Los Relámpagos del Norte (en). Serca Music est représentée alors, aux États-Unis par le label Mexa Music que Miguel Trujillo vient de créer à Los Angeles. Serca Music et Mexa Music passent un accord de distribution d'une durée de trois ans, avec Sony Music Norte. Serca Music coexiste avec Representaciones Artísticas Serca et l'éditeur de musique Editora Musical Serca. Serca Music se dote la même année d'un studion d'enregistrement à Monterrey.
En 2017, il fait rénover et moderniser le Domo Care afin de le transformer en salle de spectacle utilisable toute l'année.
Le 8 février 2021, sa fille Claudia Cano informe, par téléphone, Multimedios Televisión, de son dècès, survenu à 15h20 à cause d'une crise cardiaque foudroyante. Dès l'annonce son décès, le chanteur et compositeur Gonzalo Peña, dit « La pantera del corrido », compose et lui dédie un corrido.
Le 9 février 2021, à l'initiative de la députée Marlene Benvenutti (PAN, le Congrès de l'État de Nuevo León, avant l'ouverture de sa session plénière, observe une minute de silence dédiée à sa mémoire.

## Principaux artistes représentés
- Carlos y José
- Emilio Navaira.
- Gloria Trevi
- Grupo El Duelo.
- Grupo Intenso.
- Grupo Pesado.
- Grupo Raza Brava.
- Intocable.
- Internacional Carro Show.
- La Leyenda.
- La Mafia.
- Los Cachorros de Juan Villarreal.
- Los Bravos del Norte.
- Los Humildes.
- Los Invasores de Nuevo León (en).
- Los Herederos De Nuevo Leon.
- Los Nuevos Relámpagos.
- Los Tigres del Norte.
- Los Traileros Del Norte.
- Siggno (en)

## Famille et descendance
Il épouse Lidia Reséndez avec laquelle il met au monde et éduque : Claudia, Servando Ángel, Orlando, José Antonio, José Santos, Héctor, Marisol et Nora.

## Prix et reconnaissances
- Le 1er novembre 2012, le Walk of Stars de Las Vegas (en) reconnait l'importance de sa carrière en lui attribuant une étoile[20],[note 6].

- En 2018, il reçoit de la municipalité de Guadalupe, le prix du mérite citoyen « Francisco de Barbadillo Vitoria », dans la catégorie Culture populaire[20].

### Ouvrages et articles
- (es) Katia,Schkolnik, Servando Cano. Impulsor y visionario dela música norteña, Ciudad de México, Lago Ediciones, 2011
- (es) Luis Omar Montoya Arias, « La música grupera en la coyuntura de 1990 », AV Investigación, Mérida, ESAY, Escuela Superior de Artes de Yucatán, nos 5-2016,‎ 6 octubre de 2015, p. 19 (ISSN 2007-4522, lire en ligne). .
- (es) Luis Omar Montoya Arias, « La norteña vista por Servando », sur Doña Fresópolis, 9 mai 2020.
- (en) Eduardo Ramirez, « 'Nano' Ramirez recalls the start of his career as a promoter », The Monitor, McAllen, AIM Media Texas, LLC,‎ 24 mars 2017 (lire en ligne). .
- (es) Luis Omar Montoya Arias, « Apuntes sobre la música norteña », Ruleta Rusa,‎ 29 janvier 2019 (lire en ligne).
- « Los Relámpagos Del Norte - Ya No Llores - 1964 - Bego Records - BG-1011 », Strachwitz Frontera Collection of Mexican and Mexican American Recordings, The Arhoolie Foundation, University of California at Los Angeles,‎ 29 janvier 2021 (lire en ligne).
- (es) Luis Omar Montoya Arias, « Representación de la naturaleza en la escritura de la música norteña mexicana », Letralia, Cagua, Venezuela, Tierra de Letras, 30 novembre 2020 (ISSN 1856-7983).
- (es) Luis Omar Montoya Arias, « Servando Cano. Impulsor y visionario de la música norteña, Katia Schkolnik, México, Lago Ediciones, 2011. », Blog de Luis Omar Montoya Arias, Blogger,‎ 5 janvier 2021. .

- (es) Famille Cano Rezendez, « Señor Servando Cano Rodríguez, Edad: 79 Años, Defunción: 8 de Febrero de 2021 », sur gruporeforma.elnorte.com/ El Norte, Esquelas (Avis de décès), El Norte, Monterrey, Nuevo León, Editora El Sol, S.A. de C.V., 8 février 2021. .
- (es) Lorena Corpus, « Deja huella en escena grupera », El Norte, Monterrey, Nuevo León, Editora El Sol, S.A. de C.V., 9 février 2021. .
- (en) Serca Music:/Hollywood Bowl, « Los Cachorros de Juan Villarreal », sur The Hollywood Bowl, Los Angeles, Los Angeles Philharmonic Association, 15 septembre 2018.
- « (es) « Los Relampagos del norte - Santa amalia/Ya no llores » », Ya no llores, Countdown Media, (BMG Rights Management [U]) LLC),‎ 1964.
- (en) Archyde (redaction), « Servando Cano, historic promoter of Los tigres del norte, Untocable and more exponents of the Mexican regional, died », sur Archyde, 9 février 2021.
- (en) 13 Investigates, « Las Vegas Walk of Star tributes to reappear after mysterious hiatus », sur KTNV-TV, 13, Las Vegas, Scripps Media, Inc, 1er octobre 2018.
- (en) Leila Cobo, « Sony Norte To Distribute 2 New Labels », sur Bilboard, BIllboard, New York, Billboard Media, LLC, MRC Media, LLC, 8 octobre 2004.
- (es) Roberto Ponce, « Gonzalo Peña graba corrido sobre la fuga de "El Chapo" », sur Proceso, Proceso, Ciudad de México, Comunicación e Información S.A. de C.V., 15 juillet 2015. .
- (es) Lucio  Aracely Chantaka, « Servando Cano es inmortalizado en un corrido : Gonzalo Peña, mejor conocido como "La Pantera del Corrido" compuso un corrido a Servando Cano, con el tema quiere homenajear a su representante y gran amigo », sur PubliMetro, Publimetro México, Ciudad de México, PUBLICACIONES METROPOLITANAS, S.A.P.I. de C.V. (Publimetro), 9 février 2021. .
- (es) Paula Ruiz, « La nueva cara del Domo Care », sur Reforma, Reforma, Ciudad de México, Consorcio Interamericano De Comunicación, 24 avril 2017.
- (es) Alejandra Arellano, « Bendicen su amor », sur El Norte, El Norte, Monterrey, Editora El Sol, S.A. de C.V, 13 août 2015. .
- (es) Uriel Reyna, « Fallece el legendario empresario regiomontano Servando Cano », sur Telediario.Mx, Telediario, Monterrey, Grupo Multimedios, S.A DE C.V., 8 février 2021. .
- (es) « Nuestra Historia », sur Serca Eventos, Representaciones Artísticas Serca (consulté le 14 février 2021). .
- (es) Redacción, « La muerte de "Chito" Cano, expistolero y precursor de la música norteña », sur Proceso, Revista Proceso, Ciudad de México, Comunicación e Información S.A. de C.V., 8 octobre 2010.
- (es) Porfirio Medellín, « Rinde Congreso minuto de silencio a Servando Cano », sur ABCNoticias, ABC Noticias, Monterrey, Epsilon Media Group, 9 février 2021. .
- (es) Mariela Pocurull et Christián García, « Adiós al Rey del Palenque, Don Servando Cano », Asi Soy, Asi Soy TV, 8 février 2021. .